# 지그펠드 폴리스

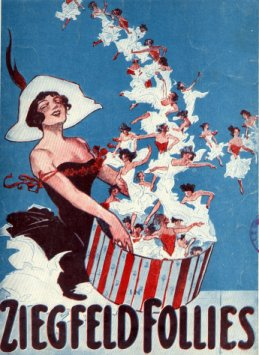
1912년 지그펠드 폴리스의 홍보용 예술작품

지그펠드 폴리스(Ziegfeld Follies)는 1907년부터 1931년까지 뉴욕시 브로드웨이에서 정교한 연극 극단 공연 시리즈로, 1934년, 1936년, 1943년, 1957년에 갱신되었다. 이 공연은 1932년과 1936년에 "The Ziegfeld Follies of the Air"라는 이름으로 라디오 프로그램이 되었다.

## 같이 보기
- 지그필드 극장